# Lampona olga
Lampona olga är en spindelart som beskrevs av Norman I. Platnick 2000. Lampona olga ingår i släktet Lampona och familjen Lamponidae.
Artens utbredningsområde är Northern Territory, Australien. Inga underarter finns listade i Catalogue of Life.